# Copa da NBA de 2024
A Copa da NBA de 2024 foi um torneio de basquete em várias etapas disputado durante a temporada 2024–25 da NBA. Foi a segunda edição da Copa da NBA. Todas as 30 equipes participaram, cada uma jogando quatro jogos da temporada regular que contaram para a classificação da fase de grupos do torneio. Todos os jogos na fase eliminatória, exceto a final, também contaram para a classificação da temporada regular. As semifinais e a final do torneio foram disputadas na T-Mobile Arena, localizada na Las Vegas Strip.
O Milwaukee Bucks venceu o Oklahoma City Thunder na partida da final, e Giannis Antetokounmpo, do Bucks, foi eleito o jogador mais valioso (MVP) do torneio.
O Los Angeles Lakers entrou como atual campeão, mas foi eliminado na fase de grupos. O Indiana Pacers também foi eliminado na fase de grupos após derrotas para o Miami Heat, Milwaukee Bucks e Detroit Pistons, o que significa que a final contou com dois novos times: o Bucks e o Oklahoma City Thunder.

## Formato
O formato do torneio é semelhante aos torneios de várias etapas da temporada do futebol europeu.
Na fase de grupos, cada conferência foi dividida em três grupos com cinco equipes cada, totalizando seis grupos. Cup Nights acontecerá toda sexta-feira a partir de outubro. 31 a 28 de novembro, com Noites de Copa adicionais na terça-feira, 25 de novembro e quarta-feira, 26 de novembro. Os únicos jogos da NBA disputados nas Noites da Copa serão os jogos de Jogo em Grupo. Os jogos de jogo em grupo contarão como jogos de temporada regular para todos os fins.. Cada equipe disputará uma partida contra cada uma das demais equipes de seu grupo, num total de quatro partidas (duas em casa e duas fora de casa).
Se duas ou mais equipes em um grupo tivessem recordes iguais após a conclusão do jogo do grupo, os seguintes critérios de desempate seriam aplicados nesta ordem:
1. Registro de confronto direto na fase de grupos
2. Diferencial de pontos na fase de grupos[3]
3. Total de pontos marcados na fase de grupos
4. Recorde da temporada regular da temporada regular de 2024–25
5. Desenho aleatório

Nota: A pontuação na prorrogação não contará para a diferença de pontos e para o total de pontos de desempate na Copa da NBA Emirates. A diferença de pontos de uma equipe será “0” em jogos do Grupo que vão para a prorrogação, e o total de pontos marcados de uma equipe excluirá os pontos marcados na prorrogação.

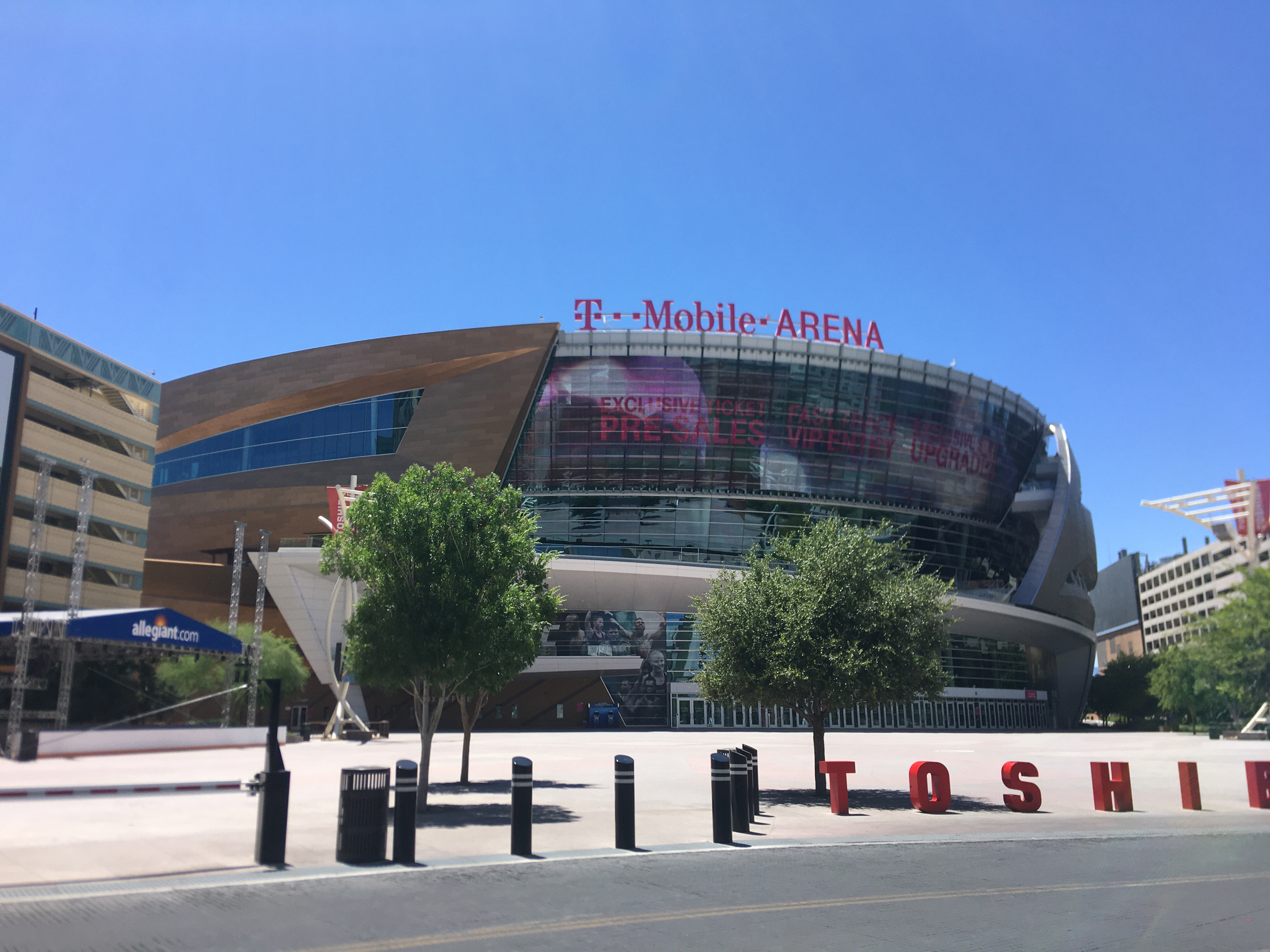
Arena T-Mobile em 2020

O vencedor de cada grupo avançará então para a fase eliminatória, assim como um wild card de cada conferência – o vice-campeão do grupo com o melhor desempenho na fase de grupos. A fase eliminatória será um torneio de eliminação única. Os jogos das quartas de final serão disputados nos mercados locais da NBA nos dias 9 a 10 de dezembro. As semifinais serão disputadas no dia 13 de dezembro, e a final no dia 16 de dezembro. As duas rodadas finais foram disputadas na T-Mobile Arena, na Las Vegas Strip .
Os jogos das quartas de final e semifinais também contam como jogos da temporada regular, afetando as posições dos times na classificação da liga, mas o jogo do campeonato não. As estatísticas do jogo do campeonato não são contabilizadas nos totais da temporada regular.
Para equilibrar a temporada regular, os times que não disputarem a chave jogaram dois jogos adicionais nos dias 11 ou 11 e 14 ou 15 de dezembro, um contra o outro na mesma conferência, enquanto os times eliminados nas quartas de final jogarão um jogo adicional entre si (da mesma conferência) em 15 ou 16 de dezembro.
Enquanto a fase eliminatória é disputada, os 22 times que não se classificam para a fase eliminatória jogam, cada um, dois jogos adicionais da temporada regular, um em casa e um fora, para completar o cronograma de 82 jogos da temporada regular de cada equipe. Entre esses 22 confrontos no total, 20 são jogos intra-conferência, com uma tentativa da liga de agendar o máximo de pares de times que estavam originalmente programados para jogar entre si apenas três vezes durante a temporada regular. Os outros dois confrontos são jogos interconferências, pois há um número ímpar de equipes em cada conferência (11). Esses dois confrontos interconferências contarão com quatro das seis equipes que terminaram em último lugar em seus respectivos grupos.

## Sorteio

### Potes
As equipes foram alocadas em cinco potes por conferência com base na classificação da temporada regular de 2023–24 . O Pote 1 continha as equipes com os três melhores recordes da temporada regular em cada conferência, enquanto o Pote 2 continha as equipes com o quarto ao sexto melhores registros e assim por diante, concluindo com o Pote 5, que continha as equipes com os três últimos (décimo terceiro ao décimo quinto) registros.
| Pote | #  | Equipe              | Desempenho | Desempenho |
| Pote | #  | Equipe              | V          | D          |
| ---- | -- | ------------------- | ---------- | ---------- |
| 1    | 1  | Boston Celtics      | 64         | 18         |
| 1    | 2  | New York Knicks     | 50         | 32         |
| 1    | 3  | Milwaukee Bucks     | 49         | 33         |
| 2    | 4  | Cleveland Cavaliers | 48         | 34         |
| 2    | 5  | Orlando Magic       | 47         | 35         |
| 2    | 6  | Indiana Pacers      | 47         | 35         |
| 3    | 7  | Philadelphia 76ers  | 47         | 35         |
| 3    | 8  | Miami Heat          | 46         | 36         |
| 3    | 9  | Chicago Bulls       | 39         | 43         |
| 4    | 10 | Atlanta Hawks       | 36         | 46         |
| 4    | 11 | Brooklyn Nets       | 32         | 50         |
| 4    | 12 | Toronto Raptors     | 25         | 57         |
| 5    | 13 | Charlotte Hornets   | 21         | 61         |
| 5    | 14 | Washington Wizards  | 15         | 67         |
| 5    | 15 | Detroit Pistons     | 14         | 68         |

| Pote | #  | Equipe                 | Desempenho | Desempenho |
| Pote | #  | Equipe                 | V          | D          |
| ---- | -- | ---------------------- | ---------- | ---------- |
| 1    | 1  | Oklahoma City Thunder  | 57         | 25         |
| 1    | 2  | Denver Nuggets         | 57         | 25         |
| 1    | 3  | Minnesota Timberwolves | 56         | 26         |
| 2    | 4  | Los Angeles Clippers   | 51         | 31         |
| 2    | 5  | Dallas Mavericks       | 50         | 32         |
| 2    | 6  | Phoenix Suns           | 49         | 33         |
| 3    | 7  | New Orleans Pelicans   | 49         | 33         |
| 3    | 8  | Los Angeles Lakers     | 47         | 35         |
| 3    | 9  | Sacramento Kings       | 46         | 36         |
| 4    | 10 | Golden State Warriors  | 46         | 36         |
| 4    | 11 | Houston Rockets        | 41         | 41         |
| 4    | 12 | Utah Jazz              | 31         | 51         |
| 5    | 13 | Memphis Grizzlies      | 27         | 55         |
| 5    | 14 | San Antonio Spurs      | 22         | 60         |
| 5    | 15 | Portland Trail Blazers | 21         | 61         |

### Resultados do sorteio
Os grupos iniciais foram revelados em 12 de julho de 2024.
| grupo A                                                                                                | Grupo B                                                                                         | Grupo C                                                                                                 |
| --- | ----------------------------------------------------------------------------------------------- | --- |
| New York Knicks (2) Orlando Magic (5) Philadelphia 76ers (7) Brooklyn Nets (11) Charlotte Hornets (13) | Milwaukee Bucks (3) Indiana Pacers (6) Miami Heat (8) Toronto Raptors (12) Detroit Pistons (15) | Boston Celtics (1) Cleveland Cavaliers (4) Chicago Bulls (9) Atlanta Hawks (10) Washington Wizards (14) |

| grupo A | Grupo B                                                                                                 | Grupo C |
| --- | --- | --- |
| Minnesota Timberwolves (3) Los Angeles Clippers (4) Sacramento Kings (9) Houston Rockets (11) Portland Trail Blazers (15) | Oklahoma City Thunder (1) Phoenix Suns (6) Los Angeles Lakers (8) Utah Jazz (12) San Antonio Spurs (14) | Denver Nuggets (2) Dallas Mavericks (5) New Orleans Pelicans (7) Golden State Warriors (10) Memphis Grizzlies (13) |

## Fase de grupos

### Grupo Leste A
| Posição | Equipe             | P | V | D | PM  | PS  | SP   | Qualificação                     |
| ------- | ------------------ | - | - | - | --- | --- | ---- | -------------------------------- |
| 1       | New York Knicks    | 4 | 4 | 0 | 455 | 425 | +30  | Avançar para a fase eliminatória |
| 2       | Orlando Magic      | 4 | 3 | 1 | 441 | 396 | +45  | Avançar para a fase eliminatória |
| 3       | Philadelphia 76ers | 4 | 2 | 2 | 408 | 411 | − 3  |                                  |
| 4       | Brooklyn Nets      | 4 | 1 | 3 | 436 | 475 | − 39 |                                  |
| 5       | Charlotte Hornets  | 4 | 0 | 4 | 406 | 439 | − 33 |                                  |

### Grupo Leste B
| Posição | Equipe          | P | V | D | PM  | PS  | SP   | Qualificação                     |
| ------- | --------------- | - | - | - | --- | --- | ---- | -------------------------------- |
| 1       | Milwaukee Bucks | 4 | 4 | 0 | 462 | 412 | +50  | Avançar para a fase eliminatória |
| 2       | Detroit Pistons | 4 | 3 | 1 | 447 | 440 | +7   |                                  |
| 3       | Miami Heat      | 4 | 2 | 2 | 459 | 439 | +20  |                                  |
| 4       | Toronto Raptors | 4 | 1 | 3 | 413 | 430 | − 17 |                                  |
| 5       | Indiana Pacers  | 4 | 0 | 4 | 445 | 504 | − 60 |                                  |

### Grupo Leste C
| Posição | Equipe              | P | V | D | PM  | PS  | SP   | Qualificação                     |
| ------- | ------------------- | - | - | - | --- | --- | ---- | -------------------------------- |
| 1       | Atlanta Hawks       | 4 | 3 | 1 | 485 | 470 | +15  | Avançar para a fase eliminatória |
| 2       | Boston Celtics      | 4 | 3 | 1 | 482 | 459 | +23  |                                  |
| 3       | Cleveland Cavaliers | 4 | 2 | 2 | 480 | 450 | +30  |                                  |
| 4       | Chicago Bulls       | 4 | 2 | 2 | 518 | 512 | +6   |                                  |
| 5       | Washington Wizards  | 4 | 0 | 4 | 408 | 482 | − 74 |                                  |

### Grupo Oeste A
| Posição | Equipe               | P | V | D | PM  | PS  | SP   | Qualificação                     |
| ------- | -------------------- | - | - | - | --- | --- | ---- | -------------------------------- |
| 1       | Houston Rockets      | 4 | 3 | 1 | 454 | 414 | +40  | Avançar para a fase eliminatória |
| 2       | Los Angeles Clippers | 4 | 2 | 2 | 427 | 411 | +7   |                                  |
| 3       | Miami Heat           | 4 | 2 | 2 | 459 | 439 | +20  |                                  |
| 4       | Toronto Raptors      | 4 | 1 | 3 | 413 | 430 | − 17 |                                  |
| 5       | Indiana Pacers       | 4 | 0 | 4 | 445 | 504 | − 60 |                                  |

### Grupo Oeste B
| Posição | Equipe                | P | V | D | PM  | PS  | SP   | Qualificação                     |
| ------- | --------------------- | - | - | - | --- | --- | ---- | -------------------------------- |
| 1       | Oklahoma City Thunder | 4 | 3 | 1 | 437 | 392 | +45  | Avançar para a fase eliminatória |
| 2       | Phoenix Suns          | 4 | 3 | 1 | 434 | 404 | +30  |                                  |
| 3       | Los Angeles Lakers    | 4 | 2 | 2 | 437 | 461 | − 24 |                                  |
| 4       | San Antonio Spurs     | 4 | 2 | 2 | 446 | 443 | +3   |                                  |
| 5       | Utah Jazz             | 4 | 0 | 4 | 451 | 505 | − 54 |                                  |

### Grupo Oeste C
| Posição | Equipe                | P | V | D | PM  | PS  | SP   | Qualificação                     |
| ------- | --------------------- | - | - | - | --- | --- | ---- | -------------------------------- |
| 1       | Golden State Warriors | 4 | 3 | 1 | 470 | 462 | +8   | Avançar para a fase eliminatória |
| 2       | Dallas Mavericks      | 4 | 3 | 1 | 493 | 447 | +46  | Avançar para a fase eliminatória |
| 3       | Denver Nuggets        | 4 | 2 | 2 | 455 | 449 | +6   |                                  |
| 4       | Memphis Grizzlies     | 4 | 1 | 3 | 464 | 475 | − 11 |                                  |
| 5       | New Orleans Pelicans  | 4 | 1 | 3 | 409 | 458 | − 49 |                                  |

## Classificação dos segundos colocados

#### Conferência Leste
| Posição | Grupo | Equipe          | P | C | D | PM  | PS  | SP  | Qualificação                     |
| ------- | ----- | --------------- | - | - | - | --- | --- | --- | -------------------------------- |
| 1       | A     | Orlando Magic   | 4 | 3 | 1 | 441 | 396 | +45 | Avançar para a fase eliminatória |
| 2       | C     | Boston Celtics  | 4 | 3 | 1 | 482 | 459 | +23 |                                  |
| 3       | B     | Detroit Pistons | 4 | 3 | 1 | 447 | 440 | +7  |                                  |

#### Conferência Oeste
| Posição | Grupo | Equipe               | P | V | D | PM  | PS  | SP  | Qualificação                     |
| ------- | ----- | -------------------- | - | - | - | --- | --- | --- | -------------------------------- |
| 1       | C     | Dallas Mavericks     | 4 | 3 | 1 | 493 | 447 | +46 | Avançar para a fase eliminatória |
| 2       | B     | Phoenix Suns         | 4 | 3 | 1 | 434 | 404 | +30 |                                  |
| 3       | A     | Los Angeles Clippers | 4 | 2 | 2 | 427 | 411 | +16 |                                  |

## Fase eliminatória

### Equipes qualificadas

#### Conferência Leste
| Posição | Equipe          | P | V | D | PM  | PS  | SP  |
| ------- | --------------- | - | - | - | --- | --- | --- |
| 1       | Milwaukee Bucks | 4 | 4 | 0 | 462 | 412 | +50 |
| 2       | New York Knicks | 4 | 4 | 0 | 455 | 425 | +30 |
| 3       | Atlanta Hawks   | 4 | 3 | 1 | 485 | 470 | +15 |
| 4       | Orlando Magic   | 4 | 3 | 1 | 441 | 396 | +45 |

#### Conferência Oeste
| Posição | Equipe                | P | V | D | PM  | PS  | SP  |
| ------- | --------------------- | - | - | - | --- | --- | --- |
| 1       | Oklahoma City Thunder | 4 | 4 | 0 | 437 | 392 | +45 |
| 2       | Houston Rockets       | 4 | 3 | 1 | 454 | 414 | +40 |
| 3       | Golden State Warriors | 4 | 3 | 1 | 470 | 462 | +8  |
| 4       | Dallas Mavericks      | 4 | 3 | 1 | 493 | 447 | +46 |

### Bracket
|  | Quartas de final  | Quartas de final | Quartas de final |               |     | Semifinais    | Semifinais | Semifinais |  |  | Final | Final | Final |  |
|  |                   |                  |                  |               |     |               |            |            |  |  |       |       |       |  |
|  | 1                 | Milwaukee        | 114              |               |     |               |            |            |  |  |       |       |       |  |
|  | 1                 | Milwaukee        | 114              |               |     |               |            |            |  |  |       |       |       |  |
|  | 4                 | Orlando          | 109              |               |     |               |            |            |  |  |       |       |       |  |
|  | 4                 | Orlando          | 109              |               | 1   | Milwaukee     | 110        |            |  |  |       |       |       |  |
|  | Conferência Leste |                  |                  |               | 1   | Milwaukee     | 110        |            |  |  |       |       |       |  |
|  |                   |                  | 3                | Atlanta       | 102 |               |            |            |  |  |       |       |       |  |
|  | 2                 | New York         | 3                | Atlanta       | 102 | 100           |            |            |  |  |       |       |       |  |
|  | 2                 | New York         |                  |               |     |               |            |            |  |  |       |       |       |  |
|  | 3                 | Atlanta          | 108              |               |     |               |            |            |  |  |       |       |       |  |
|  | 3                 | Atlanta          | 108              |               | L1  | Milwaukee     | 97         |            |  |  |       |       |       |  |
|  |                   |                  |                  |               |     |               |            |            |  |  |       |       |       |  |
|  |                   |                  | O1               | Oklahoma City | 81  |               |            |            |  |  |       |       |       |  |
|  | 1                 | Oklahoma City    | O1               | Oklahoma City | 81  | 118           |            |            |  |  |       |       |       |  |
|  | 1                 | Oklahoma City    |                  |               |     |               |            |            |  |  |       |       |       |  |
|  | 4                 | Dallas           | 104              |               |     |               |            |            |  |  |       |       |       |  |
|  | 4                 | Dallas           | 104              |               | 1   | Oklahoma City | 111        |            |  |  |       |       |       |  |
|  | Conferência Oeste |                  |                  |               | 1   | Oklahoma City | 111        |            |  |  |       |       |       |  |
|  |                   |                  | 2                | Houston       | 96  |               |            |            |  |  |       |       |       |  |
|  | 2                 | Houston          | 2                | Houston       | 96  | 91            |            |            |  |  |       |       |       |  |
|  | 2                 | Houston          |                  |               |     |               |            |            |  |  |       |       |       |  |
|  | 3                 | Golden State     | 90               |               |     |               |            |            |  |  |       |       |       |  |

Fonte:

## Prêmios
O Milwaukee Bucks venceu a Copa da NBA, Giannis Antetokounmpo foi o MVP e recebeu o prêmio após a final em 17 de dezembro. Em 19 de dezembro, a NBA anunciou o All-Tournament Team.
| Pos. | Jogador                     | Equipe                |
| ---- | --------------------------- | --------------------- |
| G    | Trae Young                  | Atlanta Hawks         |
| G    | Shai Gilgeous-Alexander     | Oklahoma City Thunder |
| G    | Damian Lillard              | Milwaukee Bucks       |
| F    | Giannis Antetokounmpo (MVP) | Milwaukee Bucks       |
| C    | Alperen Şengün              | Houston Rockets       |

## Patrocínio
Este foi o primeiro ano de um acordo plurianual com a companhia aérea Emirates para ser o patrocinador principal da Copa da NBA.

## Cobertura da mídia
A fase de grupos do torneio foi coberta pelas emissoras existentes da NBA. Durante a fase de grupos, a TNT transmitiu um "doubleheader" nas noites de terça-feira, enquanto a ESPN transmitiu um "doubleheader" nas noites de sexta-feira. A NBA TV transmitiu três jogos adicionais durante a tarde da Black Friday.
Durante a fase eliminatória, uma quarta de final foi ao ar na ESPN, três quartas de final e uma semifinal na TNT, e uma semifinal e a final foram ao ar em horário nobre na ABC e ESPN+.
A TruTV também exibiu três transmissões alternativas de jogos das quartas de final e semifinais que foram ao ar na TNT durante as oitavas de final.
A ESPN2 também transmitiu uma versão alternativa para a final do campeonato em 9 de dezembro.
Como foi o caso na temporada passada, ESPN e TNT colaboraram para cobrir as semifinais, com a equipe "Inside the NBA" juntando-se à equipe "NBA Countdown" para determinados segmentos, e Stephen A. Smith ingressando na TNT para determinados segmentos, incluindo um amistoso gratuito -Competição de lançamento e arremesso de 3 pontos.